# Heinz-Klaus Metzger
Heinz-Klaus Metzger (n. 6 februarie 1932, Konstanz – d. 25 octombrie 2009, Berlin) a fost un critic și teoritician muzical.
Este considerat unul dintre cei mai importanți reprezentanți ai noului curent muzical care a apărut după anul 1945. Împreună cu Rainer Riehn a publicat o serie de opere științifice și a introdus concepții noi despre muzică.

## Opere
- Bruckners Neunte im Fegefeuer der Rezeption, Edition Text + Kritik, München 2003, ISBN 3-88377-738-2
- Giuseppe Verdi, Edition Text + Kritik, München 2001, ISBN 3-88377-661-0
- Musik wozu. Literatur zu Noten, Suhrkamp, Frankfurt/M. 1980, ISBN 3-518-10684-8
- Perrotinus Magnus, Edition Text + Kritik, München 2000, ISBN 3-88377-738-2